# Powiat latyczowski
Powiat latyczowski – w okresie Rzeczypospolitej najrozleglejszy z trzech powiatów województwa podolskiego, później powiat guberni podolskiej. Siedzibą był Latyczów na Ukrainie.
Podzielony był na poszczególne gminy:
1. Bachmatowce
2. Wójtowce
3. Derażnia
4. Żeniszkowce
5. Zinków
6. Międzybóż
7. Michałpol
8. Susłowce